# Vasil Radoslavov
Vasil Christov Radoslavov (Васил Христов Радославов), född 27 juli 1854 i Lovetj, Bulgarien, Osmanska riket
död 21 oktober 1929, var en bulgarisk politiker.
Radislavov invaldes 1883 i riksdagen, var 1884–1886 justitieminister under Petko Karavelov och under mellanregeringen 1886–1887 ministerpresident. Efter Ferdinands tronbestigning blev han ledare av det liberala, antiryska partiet och bekämpade Stefan Stambolov. Efter dennes fall blev han åter justitieminister (1894) och 1899 inrikesminister i ministären Dimităr Grekov. År 1901 tvingades han avgå och dömdes av domstol till några månaders fängelse "för egenmäktiga och för staten skadliga avtal med ett järnvägsbolag". Juli 1913 till juni 1918 var han åter ministerpresident samt inrikes- och utrikesminister. Hans övertagande av ministerpresidiet betecknade den orientering av den bulgariska politiken åt centralmakternas håll, som följde efter missräkningarna i Balkankrigen och hade till påföljd Bulgariens inträde på Tysklands sida i första världskriget (i oktober 1915). Under detta ledde Radoslavov vid sidan av kung Ferdinand sitt lands politik, länge framgångsrikt, men under växande yttre och inre svårigheter, som till sist framtvang hans avgång. Undan omvälvningarna vid Bulgariens därpå följande avfall från sina förbundna (i september 1918) tog Radoslavov sin tillflykt till Tyskland och undgick därigenom det hårda fängelsestraff, som under den nya regimen i Bulgarien jämte andra förföljelser drabbade dem, som bar ansvaret för deltagandet i kriget. Under pseudonymen Ljuljakov utgav han 1891 en diktsamling, Pěsni i stichotvorenija.